# Кшешице (гмина)
Кшешице (пол. Krzeszyce) — сельская гмина (волость) в Польше, входит как административная единица в Суленцинский повет, Любушское воеводство. Население — 4501 человек (на 2004 год).

## Соседние гмины
1. Гмина Богданец
2. Гмина Дещно
3. Гмина Любневице
4. Гмина Слоньск
5. Гмина Суленцин
6. Гмина Витница